# Noordelijk kampioenschap hockey heren 1945/46
Het Noordelijk kampioenschap hockey heren 1945/46 was de 15e editie van deze Nederlandse hockeycompetitie.

## Competitie
De promotieklasse was wederom in een A en een B afdeling onderverdeeld. De kampioenen van beide promotieklassen speelden aan het einde van de competitie in een beslissingswedstrijd om de noordelijke titel. Onder de beide promotieklassen werden een 2e klasse A, B en C ingericht. Dit jaar kwam ook de 3e klasse weer terug. De promotieklasse A bevatte verenigingen uit Drenthe en Friesland . Promotieklasse B bestond uit verenigingen uit Groningen en Drenthe. In A werd MHV kampioen met 15 punten. In B eindigden Groningen en GHBS met eveneens elk 15 punten op de gedeelde eerste plaats. De hierdoor noodzakelijk geworden beslissingswedstrijd werd op 4 mei 1946 op eigen terrein door Groningen met 2-0 gewonnen.
De beslissingswedstrijd om het noordelijk kampioenschap werd een dag na de beslissingswedstrijd om het kampioenschap van de Promotieklasse B gespeeld, wederom op het terrein van Groningen. Groningen versloeg de Meppelers met 1-0 en werd voor de vijfde maal kampioen van het noorden. Dit seizoen was de laatste maal dat de noordelijk kampioen niet mee mocht doen aan de strijd om het landskampioenschap. Met ingang van het volgende seizoen kreeg het noorden eindelijk een eerste klasse.

## Promotie en degradatie
Er was dit seizoen wederom geen sprake van promotie of degradatie. Ditmaal in verband met de invoering in het volgende seizoen van de eerste klasse in het noorden. Kampioen van de 2e klasse A werd Rap. II, in 2 B eindigde Groningen II bovenaan, terwijl in 2 C de veteranen van Groningen op de eerste plaats eindigden. Het kampioenschap in de derde klasse was een prooi voor Daring II.

## Eindstand Promotieklasse A
| pos | club     | gs | w | g | v | pnt | dv | dt | ds  |
| --- | -------- | -- | - | - | - | --- | -- | -- | --- |
| 1.  | MHV      | 8  | 7 | 1 | 0 | 15  | 30 | 4  | +26 |
| 2.  | Rap.     | 8  | 5 | 1 | 2 | 11  | 21 | 10 | +11 |
| 3.  | LHC      | 6  | 3 | 0 | 3 | 6   | 15 | 10 | +5  |
| 4.  | Hurry Up | 7  | 2 | 0 | 5 | 4   | 9  | 32 | -23 |
| 5.  | Sneek    | 7  | 0 | 0 | 7 | 0   | 6  | 25 | -19 |

## Eindstand Promotieklasse B
| pos | club                | gs | w | g | v | pnt | dv | dt | ds  |
| --- | ------------------- | -- | - | - | - | --- | -- | -- | --- |
| 1.  | Groningen           | 10 | 6 | 3 | 1 | 15  | 27 | 8  | +19 |
| 2.  | GHBS                | 10 | 7 | 1 | 2 | 15  | 35 | 10 | +25 |
| 3.  | Groninger Studenten | 10 | 4 | 2 | 4 | 10  | 18 | 16 | +2  |
| 4.  | HVA                 | 10 | 3 | 3 | 4 | 9   | 16 | 22 | -6  |
| 5.  | Dash                | 10 | 4 | 0 | 6 | 8   | 23 | 30 | -7  |
| 6.  | GCHC                | 10 | 1 | 1 | 8 | 3   | 11 | 44 | -33 |

Beslissingswedstrijd:

## Kampioenswedstrijd
1928/29 · 1929/30 · 1930/31 · 1931/32 · 1932/33 · 1933/34 · 1934/35 · 1935/36 · 1936/37 · 1937/38 · 1938/39 · 1939/40 · 1940/41 · 1941/42 · 1942/43 · 1943/44 · 1944/45 · 1945/46 · 1946/47 · 1947/48 · 1948/49 · 1949/50 · 1950/51 · 1951/52 · 1952/53 · 1953/54 · 1954/55 · 1955/56 · 1956/57 · 1957/58 · 1958/59 · 1959/60 · 1960/61 · 1961/62 · 1962/63 · 1963/64 · 1964/65 · 1965/66 · 1966/67 · 1967/68 · 1968/69 · 1969/70 · 1970/71 · 1971/72 · 1972/73